# Budy Mławskie
Budy Mławskie – część miasta Mława w województwie mazowieckim. Leży w rejonie ulicy Glinianej na wschodzie miasta.
W latach 1975–1998 miejscowość administracyjnie należała do województwa ciechanowskiego.